# سيركل كي
سيركل كي (بالإنجليزية: Circle K)‏ هي سلسلة متاجر مملوكة لشركة أليمونتاسيون كوش-تار متعددة الجنسيات ومقرها في لافال، كيبيك، كندا. تأسست في عام 1951 في إل باسو بولاية تكساس، وتقدمت الشركة بطلب الحماية من الإفلاس في عام 1990 وذهبت إلى العديد من المالكين، قبل أن تستحوذ عليها أليمونتاسيون كوش-تار في عام 2003. اعتبارًا من فبراير 2020، تمتلك السلسلة 9,799 متجرًا في أمريكا الشمالية و2,697 متجرًا في أوروبا و2,380 متجرًا إضافيًا تعمل بموجب اتفاقيات الامتياز في جميع أنحاء العالم، مما يجعلها من أكبر سلاسل المتاجر في أمريكا الشمالية والعالم.
في عام 2015، كشفت سيركل كي النقاب عن شعار جديد وهوية العلامة التجارية، وأعلنت كوش-تار أنها ستنشر العلامة التجارية عالميًا، بما في ذلك كندا الناطقة باللغة الإنجليزية (تغيير العلامة التجارية من علامة Mac التجارية)، وأوروبا (تغيير العلامة التجارية من علامة Statoil التجارية)، و الولايات المتحدة (تغيير العلامة التجارية من علامة Kangaroo Express التجارية وتحديث العلامة التجارية الحالية).

## لمحة عامة

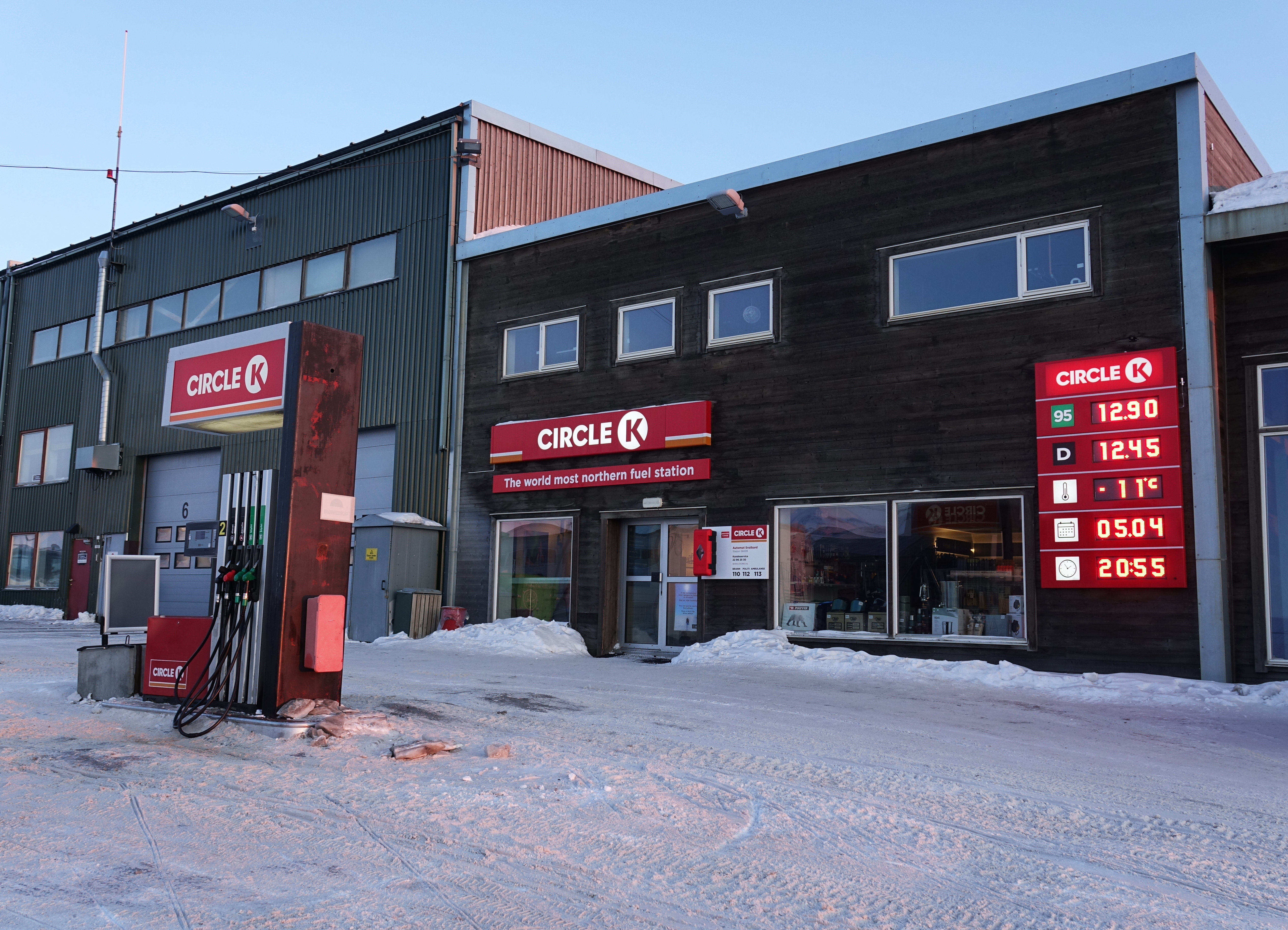
سيركل كي - أقصى الشمال

داخل الولايات المتحدة، تمتلك شركة سيركل كي وتدير متاجر في 47 ولاية (الولايات الثلاث التي لا تتواجد فيها هي نبراسكا، يوتا، ويسكونسن)، مع أكبر تجمع للمتاجر الموجودة في أريزونا وكاليفورنيا وكولورادو وفلوريدا وجورجيا وإلينوي ولويزيانا ونورث كارولينا وأوهايو وساوث كارولينا وتكساس. يُباع الوقود تحت علامات تجارية مختلفة، وأكثرها شيوعًا سيركل كي وشل. العلامات التجارية الأخرى للوقود المباعة في متاجر سيركل كي تشمل فاليرو وبي بي وإكسون وماراثون أويل و Irving وموبيل واسو وفيلبس. ما يقرب من 13٪ من المتاجر في جميع أنحاء العالم لا تبيع البنزين.
تدير شركة سيركل كي متاجر في الولايات المتحدة، وكندا، وأوروبا (دول الشمال، ودول البلطيق ، وبولندا ، وروسيا ، وأيرلندا ، والمملكة المتحدة) ، وهونغ كونغ، ولديها امتيازات في المكسيك (تشترك مع المتاجر المكسيكية " تينداس اكسترا " التي تم إنشاؤها بواسطة Modelo Group) وكمبوديا والصين ومصر وغوام وهندوراس وإندونيسيا وجامايكا وماكاو ومنغوليا ونيوزيلندا والمملكة العربية السعودية والإمارات العربية المتحدة وفيتنام. في هونغ كونغ وماكاو، يُطلق على المتاجر اسم OK في إشارة إلى الدائرة المحيطة بـ  إلى كوش-تار في عام 2020. حصلت شركة سيركل كي على 387 موقعًا مرخصًا لها في جميع أنحاء هونغ كونغ اعتبارًا من مايو 2020.
دخلت العلامة التجارية سيركل كي السوق الكندية في عام 2008 ، فيما يتعلق باستحواذ كوش-تار على شبكة متاجر Irving Oil. بحلول عام 2019، تم تغيير علامتها التجارية لأكثر من 800 متجر يحمل علامة تجارية لشركة Mac إلى سيركل كي في جميع أنحاء وسط وغرب كندا.
في سبتمبر 2015، أعلنت كوش-تار أن سيركل كي ستصبح العلامة التجارية العالمية لجميع متاجرها الصغيرة، لتحل محل العلامات التجارية Mac و Kangaroo Express و Statoil (باستثناء ماركة كوش-تار في كيبيك والعلامة التجارية INGO في أوروبا). تضمنت هذه العلامة التجارية العالمية إدخال شعار جديد يتضمن عناصر من علاماتها التجارية الحالية، وتحسينات لعروض منتجاتها وتقنياتها، والاستثمار في تحسينات على مستوى المتجر تهدف إلى تحسين تجربة العملاء. تمت إعادة تسمية العلامة التجارية على مدار السنوات الخمس التالية، واعتبارًا من مارس 2020، تم تحديث كل أوروبا و 85٪ من أمريكا الشمالية بعلامة وشعار سيركل كي.

## تاريخ
اشترى رجل الأعمال فريد هيرفي ثلاثة متاجر Kay's Food Stores في إل باسو، تكساس، في عام 1951. أعاد هيرفي تسمية المتاجر باسم "Circle K Food Stores، Inc." بدلا من "كاي". قام بتطوير سلسلة سيركل كي إلى نيومكسيكو وأريزونا المجاورتين، والتي كانت قاعدة الشركة الرئيسية منذ عام 1957.
بحلول عام 1975، كان هناك 1000 متجر سيركل كي في جميع أنحاء الولايات المتحدة. في عام 1979، وسعت سيركل كي وصولها إلى الأسواق الخارجية لأول مرة من خلال اتفاقية ترخيص أسست أول متاجر سيركل كي في اليابان بواسطة UNY. حتى عام 2018، كانت متاجر سيركل كي في اليابان تديرها شركة FamilyMart، والتي كانت تسمى شركة Circle K Sunkus حتى عام 2016  وسُميت سيركل كي اليابان حتى عام 2004 تم تحويل جميع متاجر سيركل كي في اليابان إلى متاجر فاميلي مارت. في عام 1983، زاد عدد المتاجر إلى 2180 مع شراء سلسلة UtoteM المكونة من 960 متجرًا في غرب وجنوب الولايات المتحدة.
شغل كارل إيلير، وهو رجل أعمال بارز في فينيكس، منصب الرئيس التنفيذي للشركة من عام 1983 إلى عام 1990. خلال ذلك الوقت، قام إيلير ببناء سيركل كي لتصبح ثاني أكبر عملية لمتاجر صغيرة وأكبر سلسلة متاجر مملوكة للقطاع العام في الولايات المتحدة مع 4,631 متجرًا في 32 ولاية و 1300 متجرًا إضافيًا مرخصًا أو مشروعًا مشتركًا في 13 دولة أجنبية. تحت قيادة كارل إيلير، نمت الشركة من المبيعات السنوية البالغة 747 مليون دولار إلى أكثر من 3 مليارات دولار.
في عام 1988، أرسلت الشركة خطابًا إلى أكثر من ثمانية آلاف موظف تعلن أنها ستقطع التغطية الطبية عن أولئك الذين يمرضون أو يصابون نتيجة للإيدز أو الكحول أو تعاطي المخدرات أو الجروح الذاتية. صرحت الشركة أن "هناك قرارات معينة تتعلق بنمط الحياة لن نضمن نتائجها".
انخفضت الثروات في أواخر الثمانينيات حيث بدأ الاقتصاد الأمريكي في التباطؤ، وتقدمت شركة سيركل كي بطلب الحماية بموجب الفصل 11 من قانون الإفلاس في مايو 1990؛ استقال كارل إيلير من منصب الرئيس التنفيذي. تم بيع أو إغلاق بعض المواقع ضعيفة الأداء. في عام 1993 تم شراء الشركة من قبل إنفستكورب، وهي مجموعة استثمارية دولية، وخرجت من الإفلاس.
في عام 1996، استحوذت شركة توسكو، وهي شركة مسوقة وتكرير بترول مستقلة، على سيركل كي، لكنها احتفظت بمقرها الرئيسي في فينيكس. تم شراء Tosco في عام 2001 من قبل Phillips Petroleum، التي اندمجت في عام 2002 مع Conoco لتشكيل ConocoPhillips. في عام 2003 ، تم شراء سيركل كي من قبل أليمونتاسيون كوش-تار، وهي شركة كبيرة ومتعددة الجنسيات تعمل في المتاجر الصغيرة ومقرها في منطقة مونتريال مقابل 830 مليون دولار أمريكي.
في عام 2005، أنهت سلسلة متاجر OK Convenience Store في تايوان اتفاقية الامتياز الخاصة بها مع سيركل كي.
في عام 2006، استحوذت الشركة على سلسلة Spectrum المكونة من 90 متجرًا والتي تخدم جورجيا وألاباما، وسلسلة CFM في ميسوري، و 35 موقعًا لمنتجات ستيرلنج ديري في شمال غرب أوهايو ، و 26 متجرًا تحت علامات تجارية مختلفة من Chico Enterprises of Morgantown ، West Virginia . جاء ذلك بعد تغيير العلامة التجارية عام 2005 لمتاجر كوش-تار المختلفة ( Mac و Bigfoot وDairy Mart و Handy Andy) تحت العلامة التجارية سيركل كي الأكثر شهرة على المستوى الوطني.
في منتصف عام 2006، دخلت أليمونتاسيون كوش-تار في اتفاقية امتياز مع ConocoPhillips لوضع علامة تجارية لبعض متاجرها المملوكة للشركة باسم سيركي كي في الجزء الغربي من الولايات المتحدة. أعادت شركة ConocoPhillips تصميم المتاجر إلى مخطط سيركل كي لكنها استمرت في تشغيلها. واصلت المتاجر تصميم المظلة الموحدة الجديدة ConocoPhillips و ProClean Gasolines. تم نسج هذه المتاجر باسم Phillips 66 في مايو 2012.
قامت شركة نفط أخرى، إيرفينغ أويل، ومقرها كندا، بتأجير متاجرها الصغيرة العاملة تحت لافتات Bluecanoe و Mainway في الولايات المتحدة وأطلسي كندا إلى كوش-تار، التي أعادت تسمية المواقع إلى سيركل كي في يوليو 2008، بينما كانت لا تزال تبيع Irving- وقود ذو علامة تجارية. ومع ذلك، لم تتغير الطرق الرئيسية في نيوفاوندلاند ولابرادور حتى صيف 2010. شكلت الأطراف في وقت سابق شراكة مماثلة في كيبيك، حيث تعمل المتاجر هناك باسم كوش-تار.
في أبريل 2009، باعت إكسون موبيل 43 متجرًا لشركة Phoenix للشركة الأم كوش-تار كجزء من بيع امتياز On the Run الأكبر. كان من المقرر إعادة تسمية هذه المتاجر الـ 43 تحت اسم سيركل كي.
في يوليو 2010، انخفض سيركل كي إلى المرتبة الرابعة في عدد المتاجر (3,455)، بعد كل من: 7-إلفن (6,523 متجرًا)، بي بي (4,730 متجرًا)، و شل (4,630 متجرًا صغيرًا) في عام 2010.
في 10 فبراير 2014، باعت Modelo Group العلامة التجارية Tiendas Extra من المتاجر إلى الامتياز المكسيكي لـ سيركل كي Circulo K.
في 18 ديسمبر 2014، أعلنت شركة كوش-تار عن استحواذها على The Pantry مقابل 860 مليون دولار في مناقصة نقدية بالكامل. تم إغلاق عملية الاستحواذ في مارس 2015. بعد الإغلاق، كان من المتوقع إعادة تسمية جميع المتاجر التي كانت تملكها وتديرها The Pantry ، والعديد منها تحت اسم "Kangaroo Express"، تحت شعار سيركل كي.
في 12 أغسطس 2015، افتتحت سيركل كي أول خمسة متاجر صغيرة لها في كوستاريكا، أمريكا الوسطى، بعد أن قامت بشراء وإعادة تسمية سلسلة المتاجر المحلية Delimart.
في 23 سبتمبر 2015، كشفت كوش-تار النقاب عن هوية العلامة التجارية المحدثة لسيركل كي وأعلنت أنه سيتم تحويل العلامات التجارية Statoil (شمال ووسط وشرق أوروبا) و Mac (الإنجليزية كندا) إلى سيركل كي.
في عام 2016، استحوذت شركة كوش-تار على سلسلة محطات الخدمة الأيرلندية توباز . في أبريل 2018، أعلن - Tard أنه سيتم تغيير علامتهما التجارية أيضًا إلى سيركل كي. المتاجر الصغيرة في أونتاريو (العديد منها كان يعمل سابقًا تحت العلامة التجارية On the Run) إلى سيركل كي .
في عام 2017، أكملت كوش-تار استحواذها على CST Brands، مضيفة متاجر كانت مملوكة سابقًا لشركة Valero Energy ، وجزءًا من سلسلة Ultramar في كندا إلى سيركل كي (مع قيام الأخيرة أيضًا بتحويل موردي الوقود إلى Irving).
في عام 2017 أيضًا، اشترت Couche-Tard Holiday Stationstores، وهي سلسلة من محطات الوقود في مينيسوتا في وسط غرب الولايات المتحدة. تشير Couche-Tard و سيركل كي إلى هذا على أنهما متاجر الطبقة الشمالية للولايات المتحدة، ومن المتوقع أن تحتفظ المتاجر باسم Holiday. كجزء من الصفقة ، يتم طرح بعض المواد الغذائية الجاهزة المميزة في Holiday إلى مواقع سيركل كي الأخرى في جميع أنحاء البلاد.
في عام 2018، وبالتحديد في ولايتي إلينوي وميسوري، أعادت سيركل كي تسمية العديد من أنواع الوقود من الدرجة الأولى (Shell ، Phillips 66 ، Exxon ، إلخ) إلى علامة سيركل كي. على الرغم من أن شركة سيركل كي، عندما تشارك في الامتياز مع العلامات التجارية الرئيسية للوقود من الدرجة الأولى، مثل شل أو Phillips 66 على سبيل المثال، قامت ببيع وقود Top Tier، إلا أنها لم تعد تبيع حاليًا وقود Top Tier في أي مكان يمثل متجر سيركل كي بشكل حصري و محطة غاز. لقد انفصلت شركة سيركل كي عن الغالبية العظمى من علاماتها التجارية ذات الامتياز المشترك ، والتي كانت وقودًا من الدرجة الأولى. تمت إزالة سيركل كي رسميًا من قائمة ماركات التجزئة المعتمدة من المستوى الأعلى في عام 2019. لا يعتبر سيركل كي وقودًا من الدرجة الأولى، اعتبارًا من يوليو 2021 .
في سبتمبر 2021، أعلنت سيركل كي عن شراء 10 متاجر للراحة والأطعمة من Griffin Group في أيرلندا. جميع المتاجر التي يتم شراؤها موجودة في دبلن وتقع في مناطق مزدحمة مثل شارع O'Connell Street و College Green و Grafton Street و Sandyford.
أفاد تقرير في مايو 2022 في صحيفة وول ستريت جورنال أن شركة كوش-تار الأم لشركة سيركل كي تجري محادثات لشراء EG Group . في حالة إبرام صفقة، فإنها ستعزز بشكل كبير وجود سيركل كي في العديد من الأسواق الأمريكية (خاصة فلوريدا ونيو إنجلاند وأوهايو ) بالإضافة إلى منحها موقعًا في كل ولاية باستثناء ولاية يوتا. على الصعيد الدولي، ستمنح سيركل كي الوصول إلى أستراليا وأوروبا الغربية والسوق المحلي لمجموعة EG في المملكة المتحدة. تكهن البعض بأن الصفقة قد تكون رداً على أليمونتاسيون كوش-تار بعد أن تم المزايدة عليها من قبل منافسها الأساسي 7-إلفن لسلسلة الدراجات النارية الأمريكية.

## وصلات خارجية
- الموقع الرسمي
 (بالإنجليزية)